# Masahiro Fukazawa
Masahiro Fukazawa (深澤 仁博?, Fukazawa Masahiro; Prefettura di Shizuoka, 12 luglio 1977) è un ex calciatore giapponese, di ruolo centrocampista.